# Янина, Ирина Юрьевна
Ири́на Ю́рьевна Я́нина (27 ноября 1966, Талды-Курган, Казахская ССР — 31 августа 1999, Карамахи, Дагестан, Россия) — военнослужащая Внутренних войск МВД Российской Федерации, сержант, медицинская сестра, Герой Российской Федерации (14 октября 1999, посмертно).

## Биография
Родилась в Талды-Кургане Казахской ССР. Окончив местное медицинское училище, работала санитаркой и медсестрой в туберкулёзном диспансере и родильном доме.
В 1995 году поступила на контрактную службу во внутренние войска МВД России. Служила медицинской сестрой процедурного кабинета медицинской роты 22-й отдельной бригады оперативного назначения ВВ МВД России в городе Калач-на-Дону. Во время службы развелась с мужем, умерла её маленькая дочь. После смерти у неё остался сын, погибший в 2024 году в ходе российско-украинской войны.
В ходе Первой чеченской войны дважды направлялась в район боевых действий.
Во время Второй чеченской войны находилась в Дагестане с июля 1999 года.

## Подвиг
31 августа 1999 года во время зачистки села Карамахи Ирина Янина в составе эвакуационной группы оказывала помощь раненым солдатам. С риском для жизни оказала помощь 15 раненым. Трижды на бронетранспортёре выезжала непосредственно на линию огня, откуда вывезла ещё 28 раненых солдат федеральных сил.
Во время четвёртой вылазки противник перешёл в контратаку, и Янина, организовав погрузку раненых, прикрывала операцию огнём из автомата. При отходе в БТР попало две гранаты, в результате чего возник сильный пожар. Ирина Янина помогала раненым выбраться из горящей машины. Благодаря ей были спасены капитан Кривцов А. Л., рядовые Гольнев С. В. и Лядов И. А. Однако Ирина не успела покинуть горящую машину, в один миг сдетонировал боекомплект: взрыв был сильнейший, после которого от Ирины практически ничего не осталось.

## Награды
Указом Президента Российской Федерации от 14 октября 1999 года № 1354 Ирине Юрьевне Яниной присвоено звание Героя Российской Федерации (посмертно).
Ирина Янина является первой и единственной женщиной, удостоенной звания Героя России за участие в боевых действиях в ходе проведения контртеррористической операции в Северо-Кавказском регионе.

## Память
- Герой Российской Федерации сержант Ирина Янина навечно зачислена в списки личного состава воинской части.
- В 2012 году Почтой России была выпущена почтовая марка из серии «Герои Российской Федерации» с изображением И. Ю. Яниной.
- В 2021 г. имя Ирины Яниной было присвоено бывшей улице 2-я Ипподромная в Махачкале.